# Емх3
Емх3 або просто Емх (еквівалентний паровозу Е, з механічною передачею, № 3— один з перших радянських магістральних тепловозів. Був розроблений під керівництвом професора Ломоносова за особистою вказівкою Леніна.
Побудований 1926 на німецькому заводі Гогенцоллерн. Найпотужніший в історії тепловоз з механічною передачею. Через муфти зчеплення виконаної на електромагнітах, Емх іноді іменували тепловозом з магнітною передачею.
Мав ненадійну коробку передач, через що незабаром був відсторонений від роботи.